# Provincia Tete
Tete este o provincie  în Mozambic. Reședința sa este orașul Tete.